# Saraís
Saraís es un núcleo de población del Valle de Bohí (provincia de Lérida, España). Está situado a la derecha del barranco de Saraís, poco antes de la confluencia con el río Noguera de Tor. En el año 2017 tenía 8 habitantes.

## Historia
Aparece citado por primera vez en 1070 cuando Ramon IV del condado de Pallars hizo entrega del lugar a Miró Guerreta. Más tarde pasó a manos de la familia Bellera y en el siglo XIII entró a formar parte de los dominios de los barones de Erill.

## Cultura
La iglesia parroquial, abandonada, estaba dedicada a San Lorenzo. Se encuentra en muy mal estado de conservación y sólo es visible una parte del antiguo ábside. Se trata de un edificio románico de nave única con un portal de doble arcada. Los restos del templo están adosados a un edificio que sirve como establo.
Celebra su fiesta mayor coincidiendo con la festividad de san Lorenzo, el 10 de agosto.

## Economía
La base económica de los habitantes es la ganadería. Desde la década de 1970 el lugar se ha ido despoblando con rapidez.